# Logname
logname(로그네임)은 유닉스 및 유닉스 계열 운영 체제의 프로그램으로, 터미널에서 현재 로그인한 사용자의 이름을 출력한다. 보통 시스템 상태 환경의 LOGNAME 변수에 상응한다(그러나 이 변수는 수정이 가능하다).

## 사용법
```
$ 
logname
 
--help

Usage: logname [OPTION]

Print the name of the current user.

      --help     display this help and exit

      --version  output version information and exit

```

## 같이 보기
- whoami